# BIOS parameter block
Em computação, BIOS parameter block (BPB), em português bloco de parâmetros do BIOS, é uma estrutura de dados no volume boot record (VBR) que descreve o leiaute físico de um volume de um dispositivo de armazenamento de dados. Em dispositivos particionados, como discos rígidos, o BPB descreve a partição de volume, enquanto que em dispositivos não particionados, como disquetes, descreve todo o meio. Um BPB básico pode aparecer e ser usado em qualquer partição, incluindo disquetes onde sua presença é frequentemente necessária, no entanto, certos sistemas de arquivos também o utilizam na descrição de estruturas básicas do sistema de arquivos. Os sistemas de arquivos que usam um bloco de parâmetros do BIOS incluem FAT12 (exceto no DOS 1.x), FAT16, FAT32, HPFS e NTFS. Devido a diferentes tipos de campos e à quantidade de dados que eles contêm, o comprimento do BPB é diferente para os setores de inicialização FAT16, FAT32 e NTFS. (Uma discussão detalhada das várias versões do FAT BPB e suas entradas pode ser encontrada no artigo FAT.) Combinada com a estrutura de dados de 11 bytes no início dos registros de inicialização de volume imediatamente anteriores ao BPB ou EBPB, isso também é chamado de descritor FDC ou descritor FDC estendido em ECMA-107 ou ISO/IEC 9293 (que descreve o FAT quanto aos cartuchos de disco flexível/disquete e óptico).